# Белая (верхний приток Айдара)
Бе́лая (Беленькая) — река в России и на Украине, протекает по Воронежской и Луганской областям. Устье реки находится в 182 км по левому берегу реки Айдар. Длина реки составляет 75 км. Площадь бассейна — 1330 км².
Берёт начало в селе Васильевка. Проходит через населённые пункты Михайловка, Златополь, Куликовка, Волоконовка, Новобелая, Новобелая, Трембачово и Белолуцк. Впадает в Айдар в Белолуцке.
Крупнейшие притоки Студенка, Бондарев и Овчинная.

## Притоки (км от устья)
- 35 км: река Студенка
- 45 км: река Овчинная
- 51 км: река Бондаревский

## Данные водного реестра
По данным государственного водного реестра России относится к Донскому бассейновому округу, водохозяйственный участок реки — Айдар до границы РФ с Украиной, речной подбассейн реки — Северский Донец (российская часть бассейна). Речной бассейн реки — Дон (российская часть бассейна).
Код объекта в государственном водном реестре — 05010400412107000013052.